# Euclid (Ohio)
Euclid – miasto w Stanach Zjednoczonych, na północy stanu Ohio, na wybrzeżu jeziora Erie. Liczba mieszkańców w 2000 roku wynosiła 52 674.